# 2009年度壹電視大獎得獎名單
2009年度壹電視大獎於2009年3月18日頒發，由森美主持，颁奖嘉宾為古天乐。

## 十大電視節目
- 第一位：溏心風暴之家好月圓
- 第二位：珠光寶氣
- 第三位：向世界出發
- 第四位：畢打自己人
- 第五位：法證先鋒II
- 第六位：冰天動地
- 第七位：舞動奇跡
- 第八位：古靈精探
- 第九位：蘇GOOD
- 第十位：與敵同行

## 十大電視藝人
- 第一位：林峯
- 第二位：蔡少芬
- 第三位：楊怡
- 第四位：陳豪
- 第五位：米雪
- 第六位：鍾嘉欣
- 第七位：夏雨
- 第八位：佘詩曼
- 第九位：李司棋
- 第十位：胡杏兒

## 最有前途藝人
- 最有前途男藝人：趙永洪
- 最有前途女藝人：胡定欣

## 其他獎項
- HEKURA性格演繹女藝人大獎：陳法拉
- PHILIPS星勢非凡大獎：佘詩曼
- RMK高清立體肌膚大獎：楊思琦
- MEN'S SKIN CENTRES BY BELLA全方位自信男藝人大獎：馬國明
- SVENSON健康頭髮藝人大獎：陳豪